# Landhockey vid olympiska sommarspelen 1956
Landhockeyturneringen vid olympiska sommarspelen 1956 avgjordes i Melbourne.

## Medaljfördelning
| Event               | Guld | Silver | Brons |
| Herrarnas turnering | Indien Leslie Claudius Ranganathan Francis Haripal Kaushik Amir Kumar Raghbir Lal Shankar Lakshman Govind Perumal Amit Singh Bakshi Raghbir Singh Bhola Balbir Singh, Sr. Hardyal Singh Garchey Randhir Singh Gentle Balkishan Singh Grewal Gurdev Singh Kullar Udham Singh Kullar Bakshish Singh Charles Stephen | Pakistan Abdul Rashid Akhtar Hussain Munir Dar Ghulam Rasul Anwar Khan Habib Ali Kiddie Latif-ur-Rehman Manzoor Hussain Atif Motiullah Naseer Bunda Noor Alam Khursheed Aslam Abdul Waheed Mushtaq Ahmad Zakir Hussain | Tyskland Günther Brennecke Hugo Budinger Werner Delmes Hugo Dollheiser Eberhard Ferstl Alfred Lücker Helmut Nonn Wolfgang Nonn Heinz Radzikowski Werner Rosenbaum Günther Ullerich |

## Medaljtabell
| Pl. | Nation   | Guld | Silver | Brons | Totalt |
| --- | -------- | ---- | ------ | ----- | ------ |
| 1   | Indien   | 1    | 0      | 0     | 1      |
| 2   | Pakistan | 0    | 1      | 0     | 1      |
| 3   | Tyskland | 0    | 0      | 1     | 1      |

## Resultat
Turnering innehöll tolv lag i tre grupper.

### Gruppspel

#### Grupp A
| Nr | Lag         | S | V | O | F | GM | IM | MS  | P |
| -- | ----------- | - | - | - | - | -- | -- | --- | - |
| 1  | Indien      | 3 | 3 | 0 | 0 | 36 | 0  | +36 | 6 |
| 2  | Singapore   | 3 | 2 | 0 | 1 | 11 | 7  | +4  | 4 |
| 3  | Afghanistan | 3 | 1 | 0 | 2 | 5  | 20 | −15 | 2 |
| 4  | USA         | 3 | 0 | 0 | 3 | 2  | 27 | −25 | 0 |

| Hemma \ Borta | Afghanistan | Indien | Singapore | USA  |
| Afghanistan   | —           | —      | —         | 5–1  |
| Indien        | 14–0        | —      | 6–0       | 13–0 |
| Singapore     | 5–0         | —      | —         | 6–1  |
| USA           | —           | —      | —         | —    |

#### Grupp B
| Nr | Lag            | S | V | O | F | GM | IM | MS | P |
| -- | -------------- | - | - | - | - | -- | -- | -- | - |
| 1  | Storbritannien | 3 | 1 | 2 | 0 | 5  | 4  | +1 | 4 |
| 1  | Australien     | 3 | 2 | 0 | 1 | 6  | 4  | +2 | 4 |
| 3  | Malaysia       | 3 | 0 | 2 | 1 | 5  | 6  | −1 | 2 |
| 4  | Kenya          | 3 | 0 | 2 | 1 | 2  | 4  | −2 | 2 |

| Hemma \ Borta  | Australien | Kenya | Malaysia | Storbritannien |
| Australien     | —          | 2–0   | 3–2      | —              |
| Kenya          | —          | —     | —        | —              |
| Malaysia       | —          | 1–1   | —        | —              |
| Storbritannien | 2–1        | 1–1   | 2–2      | —              |

Playoff-match
| Lag 1          | Resultat | Lag 2      |
| Storbritannien | 1–0      | Australien |

#### Grupp C
| Nr | Lag         | S | V | O | F | GM | IM | MS | P |
| -- | ----------- | - | - | - | - | -- | -- | -- | - |
| 1  | Pakistan    | 3 | 2 | 1 | 0 | 7  | 1  | +6 | 5 |
| 2  | Tyskland    | 3 | 1 | 2 | 0 | 5  | 4  | +1 | 4 |
| 3  | Nya Zeeland | 3 | 1 | 0 | 2 | 8  | 10 | −2 | 2 |
| 4  | Belgien     | 3 | 0 | 1 | 2 | 0  | 5  | −5 | 1 |

| Hemma \ Borta | Belgien | Nya Zeeland | Pakistan | Tyskland |
| Belgien       | —       | —           | —        | —        |
| Nya Zeeland   | 3–0     | —           | —        | —        |
| Pakistan      | 2–0     | 5–1         | —        | 0–0      |
| Tyskland      | 0–0     | 5–4         | —        | —        |

### Slutspel
|  | Semifinaler    | Semifinaler |   |          | Final          | Final |  |
|  |                |             |   |          |                |       |  |
|  |                |             |   |          |                |       |  |
|  | Indien         | 1           |   |          |                |       |  |
|  | Tyskland       | 0           |   |          |                |       |  |
|  |                |             |   |          |                |       |  |
|  |                |             |   |          |                |       |  |
|  |                |             |   |          | Indien         | 1     |  |
|  |                | Pakistan    | 0 |          |                |       |  |
|  |                |             |   |          |                |       |  |
|  |                |             |   |          |                |       |  |
|  |                |             |   |          | Bronsmatch     |       |  |
|  |                |             |   |          |                |       |  |
|  | Pakistan       | 3           |   | Tyskland | 3              |       |  |
|  | Storbritannien | 2           |   |          | Storbritannien | 1     |  |